# Une porte sur l'été (film)
Cet article concerne le film. Pour le roman, voir Une porte sur l'été.
Pour plus de détails, voir Fiche technique et Distribution.
Une porte sur l'été (夏への扉 キミのいる未来へ, Natsu e no tobira: Kimi no iru mirai e, litt. « Porte vers l'été : Vers le futur avec toi ») est un film de science-fiction japonais réalisé par Takahiro Miki, sorti en 2021.
Il s'agit de l'adaptation du roman homonyme américain de Robert A. Heinlein, publié dans The Magazine of Fantasy & Science Fiction en 1956.

## Synopsis
Le scientifique, Sōichirō Takakura (Kento Yamazaki), est impliqué dans la création des robots, à Tokyo, en 1995. Il mène une vie paisible avec Pete, son chat bien-aimé, et Riko (Kaya Kiyohara), la fille de Matsushita, meilleure amie de son défunt père adoptif qui était un grand scientifique respectueux. Il tente d'achever, avec son partenaire, Suzu, une batterie de stockage plasma, un projet hérité de son père qui a tant désiré faire revenir Matsushita. Mais Suzu le trahit et le met en sommeil cryogénique.
Sōichirō se réveille enfin, en 2025 : il apprend que ses recherches sont perdues et que Pete et Riko sont morts. Il prend la décision de venger son destin perdu il y a 30 ans, avec Pete, l'androïde (Naohito Fujiki)…

## Fiche technique
- Titre original : 夏への扉 キミのいる未来へ (Natsu e no tobira: Kimi no iru mirai e?)
- Titre français : Une porte sur l'été
- Réalisation : Takahiro Miki
- Scénario : Tomoe Kanno (ja)
- Musique : Yūki Hayashi
- Photographie : Mitsuru Komiyama
- Décors : Shinpei Inoue (ja)
- Montage : Takeshi Wada (ja)
- Société de production : Credeus
- Société de distribution : Tōhō
- Pays de production :  Japon
- Langue originale : japonais
- Format : couleur — 1,85:1
- Genre : science-fiction, drame, fantastique, romance
- Durée : 118 minutes
- Dates de sortie :
  - Japon : 25 juin 2021[3]
  - Monde : 28 décembre 2021 (Netflix)

## Distribution
- Kento Yamazaki : Sōichirō Takakura
- Kaya Kiyohara : Riko Matsushita
- Natsuna Watanabe : Rin Shiraishi
- Hidekazu Mashima (ja) : Kazuhito
- Kenta Hamano (en) : Gota Tsuboi
- Tomorowo Taguchi (en) : le professeur Toi
- Rin Takanashi : Midori Sato
- Taizo Harada (en) : Taro Sato
- Naohito Fujiki (en) : Pete, l'androïde

## Accueil
La sortie du film est initialement prévue le 19 février 2021, au Japon. En fin janvier, on annonce que sa sortie est reportée au 25 juin de la même année, en raison de la pandémie de Covid-19.